# Dochgarroch
Dochgarroch (Schots-Gaelisch: Dabhach Gairbheach) is een dorp in de buurt van het Caledonian Canal in de Schotse lieutenancy Inverness in het raadsgebied Highland.